# Last Man (Woman) Standing match
Un Last Man Standing match (litt. « match du dernier homme debout ») ou Last Woman Standing match (litt. « match de la dernière femme debout ») est un type de match hardcore du catch. Il n'y a ni disqualification, ni décompte extérieur. La seule manière de gagner est de frapper assez fort son adversaire afin de le mettre au sol. Une fois qu'un(e) catcheur(se) est au sol, l'arbitre commence à compter, et si le (la) catcheur(se) ne peut pas se lever pendant 10 secondes alors que son adversaire (qui reste debout) n'a pas le droit de le toucher, celui-ci (celle-ci) perd le match.
Si les deux combattant(e)s restent allongé(e)s par terre, et qu'ils (elles) ont pas la capacité de se lever pendant ses 10 secondes, ces dernier(e)s perdent, donc le match devient match nul.
Le principe de la règle du Last Man Standing match est basée sur le KO.

## Historique
Dory Funk Sr., qui est promoteur au Texas créé le Texas Death match dans les années 1960 dont le but est de réaliser d'abord un tombé sur son adversaire puis l'arbitre effectue le compte de dix. Si celui qui est au sol se relève avant le compte le match continue sinon il perd le match. Un des plus célèbres Texas Death match oppose Dory Funk, Sr. à Mike DiBiase (en) le 6 juillet 1965 qui dure plus de trois heures,.

## Exemples de match de la WWE
Les Last Man Standing matchs ne sont pas cités.
| 1  | The Rock contre Mankind (c) pour le WWF Championship (No Contest)                           | St. Valentine's Day Massacre 14 février 1999 |
| 2  | Triple H bat Chris Jericho                                                                  | Fully Loaded 2000 23 juillet 2000            |
| 3  | Chris Jericho bat Kane                                                                      | Armageddon 2000 10 décembre 2000             |
| 4  | Shane McMahon bat The Big Show                                                              | Backlash 2001 29 avril 2001                  |
| 5  | Kane bat Shane McMahon                                                                      | Unforgiven 2003 21 septembre 2003            |
| 6  | Triple H (c) contre Shawn Michaels pour le World Heavyweight Championship (No Contest)      | Royal Rumble 2004 25 janvier 2004            |
| 7  | JBL contre Kurt Angle (No Contest)                                                          | WWE SmackDown 27 janvier 2005                |
| 8  | Edge bat Chris Benoit                                                                       | Backlash 2005 1er mai 2005                   |
| 9  | Triple H bat Ric Flair                                                                      | Survivor Series 2005 27 novembre 2005        |
| 10 | The Undertaker bat The Great Khali                                                          | WWE SmackDown 18 août 2006                   |
| 11 | John Cena (c) bat Umaga pour conserver le WWE Championship                                  | Royal Rumble 2007 28 janvier 2007            |
| 12 | The Undertaker (c) contre Batista pour le World Heavyweight Championship (No Contest)       | Backlash 2007 29 avril 2007                  |
| 13 | Randy Orton bat Triple H (c) pour remporter le WWE Championship                             | No Mercy 2007 7 octobre 2007                 |
| 14 | Batista bat Kane                                                                            | WWE SmackDown 14 décembre 2007               |
| 15 | Triple H (c) bat Randy Orton pour conserver la WWE Championship                             | One Night Stand 2008 1er juin 2008           |
| 16 | The Big Show bat Matt Jackson                                                               | WWE SmackDown 17 octobre 2008                |
| 17 | The Undertaker bat The Big Show                                                             | Cyber Sunday 2008 25 octobre 2008            |
| 18 | Chris Jericho (w/JBL) bat Shawn Michaels                                                    | 11 novembre 2008                             |
| 19 | The Big Show bat Triple H                                                                   | WWE SmackDown 9 janvier 2009                 |
| 20 | MVP (w/Triple H) bat Big Show                                                               | WWE SmackDown 16 janvier 2009                |
| 21 | Edge bat John Cena (c) pour remporter le WWE World Heavyweight Championship                 | WWE Backlash 26 avril 2009                   |
| 22 | Triple H contre Randy Orton (c) pour le WWE Championship (No Contest)                       | WWE Raw 22 juin 2009                         |
| 23 | John Cena (c) bat Batista pour conserver le WWE Championship                                | Extreme Rules 2010 25 avril 2010             |
| 24 | Edge (c) bat Kane pour conserver le WWE World Heavyweight Championship                      | WWE SmackDown 7 janvier 2011                 |
| 25 | Randy Orton bat CM Punk                                                                     | Extreme Rules 2011 1er mai 2011              |
| 26 | Alberto Del Rio (c) bat John Cena pour conserver le WWE Championship                        | Vengeance (2011) 23 octobre 2011             |
| 27 | Alberto Del Rio bat Big Show (c) pour remporter le World Heavyweight Championship           | SmackDown 11 janvier 2013                    |
| 28 | Alberto Del Rio (c) bat Big Show pour conserver le World Heavyweight Championship           | Royal Rumble (2013) 27 janvier 2013          |
| 29 | John Cena (c) contre Ryback pour le WWE Championship (No Contest)                           | Extreme Rules 19 mai 2013                    |
| 30 | Bray Wyatt bat Jimmy Uso                                                                    | WWE SmackDown 30 mai 2014                    |
| 31 | John Cena bat Bray Wyatt                                                                    | Payback 2014 1er juin 2014                   |
| 32 | Sheamus (c) bat Alberto Del Rio pour conserver le WWE United States Championship            | WWE Main Event 8 juillet 2014                |
| 33 | Roman Reigns bat Kane                                                                       | WWE Raw 4 août 2014                          |
| 34 | Roman Reigns bat Big Show                                                                   | Extreme Rules 26 avril 2015                  |
| 35 | Dean Ambrose (c) bat Kevin Owens pour conserver le WWE Intercontinental Championship        | Royal Rumble 24 janvier 2016                 |
| 36 | AJ Styles (c) bat Shinsuke Nakamura pour conserver le WWE Championship                      | Money in the Bank 17 juin 2018               |
| 37 | Becky Lynch (c) bat Charlotte Flair pour conserver le WWE SmackDown Women's Championship    | WWE Evolution 28 octobre 2018                |
| 38 | Braun Strowman bat Bobby Lashley                                                            | Extreme Rules 14 juillet 2019                |
| 39 | Roman Reigns (c) bat Kevin Owens pour conserver le WWE Universal Championship               | Royal Rumble 1er janvier 2021                |
| 40 | Kevin Owens bat Sami Zayn pour se qualifier pour le Money in the Bank Ladder match masculin | WWE SmackDown 2 juillet 2021                 |
| 41 | Roman Reigns (c) bat Brock Lesnar pour les WWE Championship et WWE Universal Championship   | SummerSlam 30 juillet 2022                   |
| 42 | Seth "Freakin" Rollins (c) bat Shinsuke Nakamura pour le WWE World Heavyweight Championship | Fastlane 7 octobre 2023                      |